# Saison NBA 1980-1981
Navigation
Saison 1979-1980 Saison 1981-1982
La saison NBA 1980-1981 est la 32e saison de la NBA (la 35e en comptant les trois saisons de BAA). Les Celtics de Boston remportent le titre NBA en battant en Finale les Houston Rockets 4 victoires à 2.

## Faits notables
- Le All-Star Game 1981 s'est déroulé au Richfield Coliseum à Cleveland, Ohio où les All-Star de l'Est ont battu les All-Star de l'Ouest 123-120. Nate Archibald (Celtics de Boston) a été élu Most Valuable Player.
- Les Dallas Mavericks deviennent la 23e équipe de la ligue. La NBA en profite pour réorganiser le championnat afin de respecter un certain équilibre géographique.
- Les Houston Rockets deviennent la deuxième équipe dans l'histoire de la ligue à atteindre les Finales NBA sans avoir un bilan positif en saison régulière (40 victoires - 42 défaites). À noter que leurs opposants en finale de Conférence, les Kansas City Kings présentent le même bilan.

## Classements de la saison régulière
| Champion de division | Qualifié pour les playoffs | Non qualifié pour les playoffs |

### Par division
| Division Atlantique   | V  | D  | PCT  | GB |
| --------------------- | -- | -- | ---- | -- |
| Celtics de Boston C   | 62 | 20 | 75.6 | -  |
| 76ers de Philadelphie | 62 | 20 | 75.6 | -  |
| Knicks de New York    | 50 | 32 | 61.0 | 12 |
| Bullets de Washington | 39 | 43 | 47.6 | 23 |
| Nets du New Jersey    | 24 | 58 | 29.3 | 38 |

| Division Centrale      | V  | D  | PCT  | GB |
| ---------------------- | -- | -- | ---- | -- |
| Bucks de Milwaukee     | 60 | 22 | 73.2 | -  |
| Bulls de Chicago       | 45 | 57 | 54.9 | 15 |
| Pacers de l'Indiana    | 44 | 38 | 53.7 | 16 |
| Hawks d'Atlanta        | 31 | 51 | 37.8 | 29 |
| Cavaliers de Cleveland | 28 | 54 | 34.1 | 32 |
| Pistons de Détroit     | 21 | 61 | 25.6 | 39 |

| Division Midwest     | V  | D  | PCT  | GB |
| -------------------- | -- | -- | ---- | -- |
| Spurs de San Antonio | 52 | 30 | 63.4 | -  |
| Kings de Kansas City | 40 | 42 | 48.8 | 12 |
| Rockets de Houston   | 40 | 42 | 48.8 | 12 |
| Nuggets de Denver    | 37 | 45 | 45.1 | 15 |
| Jazz de l'Utah       | 28 | 54 | 34.1 | 24 |
| Mavericks de Dallas  | 15 | 67 | 18.3 | 37 |

| Division Pacifique        | V  | D  | PCT  | GB |
| ------------------------- | -- | -- | ---- | -- |
| Suns de Phoenix           | 57 | 25 | 69.5 | -  |
| Lakers de Los Angeles     | 54 | 28 | 65.9 | 3  |
| Trail Blazers de Portland | 45 | 37 | 54.9 | 12 |
| Warriors de Golden State  | 39 | 43 | 47.6 | 18 |
| Clippers de San Diego     | 36 | 46 | 43.9 | 21 |
| SuperSonics de Seattle    | 34 | 48 | 41.5 | 23 |

### Par conférence
| Conférence Est | Conférence Est         | Conférence Est | Conférence Est | Conférence Est |
| No             | Franchise              | Vic.           | Déf.           | PCT            |
| -------------- | ---------------------- | -------------- | -------------- | -------------- |
| 1              | Celtics de Boston C    | 62             | 20             | 75.6           |
| 2              | Bucks de Milwaukee     | 60             | 22             | 73.2           |
| 3              | 76ers de Philadelphie  | 62             | 20             | 75.6           |
| 4              | Knicks de New York     | 50             | 32             | 61.0           |
| 5              | Bulls de Chicago       | 45             | 57             | 54.9           |
| 6              | Pacers de l'Indiana    | 44             | 38             | 53.7           |
|                |                        |                |                |                |
| 7              | Bullets de Washington  | 39             | 43             | 47.6           |
| 8              | Hawks d'Atlanta        | 31             | 51             | 37.8           |
| 9              | Cavaliers de Cleveland | 28             | 54             | 34.1           |
| 10             | Nets du New Jersey     | 24             | 58             | 29.3           |
| 11             | Pistons de Détroit     | 21             | 61             | 25.6           |

| Conférence Ouest | Conférence Ouest          | Conférence Ouest | Conférence Ouest | Conférence Ouest |
| No               | Franchise                 | Vic.             | Déf.             | PCT              |
| ---------------- | ------------------------- | ---------------- | ---------------- | ---------------- |
| 1                | Suns de Phoenix           | 57               | 25               | 69.5             |
| 2                | Spurs de San Antonio      | 52               | 30               | 63.4             |
| 3                | Lakers de Los Angeles     | 54               | 28               | 65.9             |
| 4                | Trail Blazers de Portland | 45               | 37               | 54.9             |
| 5                | Kings de Kansas City      | 40               | 42               | 48.8             |
| 6                | Rockets de Houston        | 40               | 42               | 48.8             |
|                  |                           |                  |                  |                  |
| 7                | Warriors de Golden State  | 39               | 43               | 47.6             |
| 8                | Nuggets de Denver         | 37               | 45               | 45.1             |
| 9                | Clippers de San Diego     | 36               | 46               | 43.9             |
| 10               | SuperSonics de Seattle    | 34               | 48               | 41.5             |
| 11               | Jazz de l'Utah            | 28               | 54               | 34.1             |
| 12               | Mavericks de Dallas       | 15               | 67               | 18.3             |

C - Champions NBA

## Playoffs
|  | Premier tour     | Premier tour              | Premier tour          |                      |                       | Demi-finales de Conférence | Demi-finales de Conférence | Demi-finales de Conférence |  |   | Finales de Conférence | Finales de Conférence | Finales de Conférence |   |  | Finales NBA | Finales NBA | Finales NBA |
|  |                  |                           |                       |                      |                       |                            |                            |                            |  |   |                       |                       |                       |   |  |             |             |             |
|  |                  |                           |                       |                      |                       |                            |                            |                            |  |   |                       |                       |                       |   |  |             |             |             |
|  |                  | 1                         | Celtics de Boston     | 4                    |                       |                            |                            |                            |  |   |                       |                       |                       |   |  |             |             |             |
|  |                  |                           |                       | 4                    |                       |                            |                            |                            |  |   |                       |                       |                       |   |  |             |             |             |
|  |                  |                           | 5                     | Bulls de Chicago     | 0                     |                            |                            |                            |  |   |                       |                       |                       |   |  |             |             |             |
|  | 4                | Knicks de New York        | 5                     | Bulls de Chicago     | 0                     | 0                          |                            |                            |  |   |                       |                       |                       |   |  |             |             |             |
|  | 4                | Knicks de New York        |                       |                      |                       | 0                          |                            |                            |  |   |                       |                       |                       |   |  |             |             |             |
|  | 5                | Bulls de Chicago          | 2                     |                      |                       |                            |                            |                            |  |   |                       |                       |                       |   |  |             |             |             |
|  | 5                | Bulls de Chicago          | 2                     |                      |                       |                            |                            |                            |  | 1 | Celtics de Boston     | 4                     |                       |   |  |             |             |             |
|  | Conférence Est   |                           |                       |                      |                       |                            |                            |                            |  | 1 | Celtics de Boston     | 4                     |                       |   |  |             |             |             |
|  |                  | 2                         | 76ers de Philadelphie | 3                    |                       |                            |                            |                            |  |   |                       |                       |                       |   |  |             |             |             |
|  | 3                | 2                         | 76ers de Philadelphie | 3                    | 76ers de Philadelphie | 2                          |                            |                            |  |   |                       |                       |                       |   |  |             |             |             |
|  | 3                |                           |                       |                      | 76ers de Philadelphie | 2                          |                            |                            |  |   |                       |                       |                       |   |  |             |             |             |
|  | 6                | Pacers de l'Indiana       | 0                     |                      |                       |                            |                            |                            |  |   |                       |                       |                       |   |  |             |             |             |
|  | 6                | Pacers de l'Indiana       | 0                     |                      | 3                     | 76ers de Philadelphie      | 4                          |                            |  |   |                       |                       |                       |   |  |             |             |             |
|  |                  |                           |                       |                      | 3                     | 76ers de Philadelphie      | 4                          |                            |  |   |                       |                       |                       |   |  |             |             |             |
|  |                  |                           | 2                     | Bucks de Milwaukee   | 3                     |                            |                            |                            |  |   |                       |                       |                       |   |  |             |             |             |
|  |                  |                           | 2                     | Bucks de Milwaukee   | 3                     |                            |                            |                            |  |   |                       |                       |                       |   |  |             |             |             |
|  |                  |                           |                       |                      |                       |                            |                            |                            |  |   |                       |                       |                       |   |  |             |             |             |
|  |                  |                           |                       |                      |                       |                            |                            |                            |  |   |                       |                       |                       |   |  |             |             |             |
|  |                  |                           |                       |                      |                       |                            |                            |                            |  |   |                       | E1                    | Celtics de Boston     | 4 |  |             |             |             |
|  |                  |                           |                       |                      |                       |                            |                            |                            |  |   |                       |                       |                       |   |  |             |             |             |
|  |                  | O6                        | Rockets de Houston    | 2                    |                       |                            |                            |                            |  |   |                       |                       |                       |   |  |             |             |             |
|  |                  | O6                        | Rockets de Houston    | 2                    |                       |                            |                            |                            |  |   |                       |                       |                       |   |  |             |             |             |
|  |                  |                           |                       |                      |                       |                            |                            |                            |  |   |                       |                       |                       |   |  |             |             |             |
|  |                  |                           |                       |                      |                       |                            |                            |                            |  |   |                       |                       |                       |   |  |             |             |             |
|  |                  | 1                         | Suns de Phoenix       | 3                    |                       |                            |                            |                            |  |   |                       |                       |                       |   |  |             |             |             |
|  |                  |                           |                       | 3                    |                       |                            |                            |                            |  |   |                       |                       |                       |   |  |             |             |             |
|  |                  |                           | 5                     | Kings de Kansas City | 4                     |                            |                            |                            |  |   |                       |                       |                       |   |  |             |             |             |
|  | 4                | Trail Blazers de Portland | 5                     | Kings de Kansas City | 4                     | 1                          |                            |                            |  |   |                       |                       |                       |   |  |             |             |             |
|  | 4                | Trail Blazers de Portland |                       |                      |                       | 1                          |                            |                            |  |   |                       |                       |                       |   |  |             |             |             |
|  | 5                | Kings de Kansas City      | 2                     |                      |                       |                            |                            |                            |  |   |                       |                       |                       |   |  |             |             |             |
|  | 5                | Kings de Kansas City      | 2                     |                      |                       |                            |                            |                            |  | 5 | Kings de Kansas City  | 1                     |                       |   |  |             |             |             |
|  | Conférence Ouest |                           |                       |                      |                       |                            |                            |                            |  | 5 | Kings de Kansas City  | 1                     |                       |   |  |             |             |             |
|  |                  | 6                         | Rockets de Houston    | 4                    |                       |                            |                            |                            |  |   |                       |                       |                       |   |  |             |             |             |
|  | 3                | 6                         | Rockets de Houston    | 4                    | Lakers de Los Angeles | 1                          |                            |                            |  |   |                       |                       |                       |   |  |             |             |             |
|  | 3                |                           |                       |                      | Lakers de Los Angeles | 1                          |                            |                            |  |   |                       |                       |                       |   |  |             |             |             |
|  | 6                | Rockets de Houston        | 2                     |                      |                       |                            |                            |                            |  |   |                       |                       |                       |   |  |             |             |             |
|  | 6                | Rockets de Houston        | 2                     |                      | 6                     | Rockets de Houston         | 4                          |                            |  |   |                       |                       |                       |   |  |             |             |             |
|  |                  |                           |                       |                      | 6                     | Rockets de Houston         | 4                          |                            |  |   |                       |                       |                       |   |  |             |             |             |
|  |                  |                           | 2                     | Spurs de San Antonio | 3                     |                            |                            |                            |  |   |                       |                       |                       |   |  |             |             |             |
|  |                  |                           | 2                     | Spurs de San Antonio | 3                     |                            |                            |                            |  |   |                       |                       |                       |   |  |             |             |             |
|  |                  |                           |                       |                      |                       |                            |                            |                            |  |   |                       |                       |                       |   |  |             |             |             |

## Conférence Ouest

### Premier tour
(6) Houston Rockets contre (3) Los Angeles Lakers

Les Rockets remportent la série 2-1
- Game 1 @ Lakers: Houston 111, Los Angeles 107
- Game 2 @ Houston: Los Angeles 111, Houston 106
- Game 3 @ Lakers: Houston 89, Los Angeles 86

(5) Kansas City Kings contre (4) Portland TrailBlazers

Les Kings remportent la série 2-1
- Game 1 @ Portland: Kansas City 98, Portland 97
- Game 2 @ Kansas: Portland 124, Kansas City 119
- Game 3 @ Portland: Kansas City 104, Portland 95

### Demi-finales de Conférence
(1) Phoenix Suns contre (5) Kansas City Kings

Les Kings remportent la série 4-3
- Game 1 @ Phoenix: Phoenix 102, Kansas City 80
- Game 2 @ Phoenix: Kansas City 88, Phoenix 83
- Game 3 @ Kansas City: Kansas City 93, Phoenix 92
- Game 4 @ Kansas City: Kansas City 102, Phoenix 95
- Game 5 @ Phoenix:  Phoenix 101, Kansas City 89
- Game 6 @ Kansas City: Phoenix 81, Kansas City 76
- Game 7 @ Phoenix: Kansas City 95, Phoenix 88

(2) San Antonio Spurs contre (6) Houston Rockets

Les Rockets remportent la série 4-3
- Game 1 @ San Antonio: Houston 107, San Antonio 98
- Game 2 @ San Antonio: San Antonio 125, Houston 113
- Game 3 @ Houston: Houston 112, San Antonio 99
- Game 4 @ Houston: San Antonio 114, Houston 112
- Game 5 @ San Antonio: Houston 123, San Antonio 117
- Game 6 @ Houston: San Antonio 101, Houston 96
- Game 7 @ San Antonio: Houston 105, San Antonio 100

### Finale de Conférence
(5) Kansas City Kings contre (6) Houston Rockets

Les Rockets remportent la série 4-1
- Game 1 @ Kansas City: Houston 97, Kansas City 78
- Game 2 @ Kansas City: Kansas City 88, Houston 79
- Game 3 @ Houston: Houston 92, Kansas City 88
- Game 4 @ Houston: Houston 100, Kansas City 89
- Game 5 @ Kansas City: Houston 97, Kansas City 88

## Conférence Est

### Premier tour
(3) Philadelphia 76ers contre (6) Indiana Pacers

Les 76ers remportent la série 2-0
- Game 1 @ Philadelphia: Philadelphia 124, Indiana 108
- Game 2 @ Indiana: Philadelphia 96, Indiana 85

(4) Knicks de New York contre (5) Chicago Bulls

Les Bulls remportent la série 2-0
- Game 1 @ New York: Chicago 90, New York 80
- Game 2 @ Chicago: Chicago 115, New York 114

### Demi-finale de Conférence
(1) Celtics de Boston contre (5) Chicago Bulls

Les Celtics remportent la série 4-0
- Game 1 @ Boston: Boston 121, Chicago 109
- Game 2 @ Boston: Boston 106, Chicago 97
- Game 3 @ Washington: Boston 113, Chicago 107
- Game 4 @ Washington: Boston 109, Chicago 103

(2) Milwaukee Bucks contre (3) Philadelphia 76ers

Les 76ers remportent la série 4-3
- Game 1 @ Milwaukee: Philadelphia 125, Milwaukee 122
- Game 2 @ Milwaukee: Milwaukee 109, Philadelphia 99
- Game 3 @ Philadelphia: Philadelphia 108, Milwaukee 103
- Game 4 @ Philadelphia: Milwaukee 109, Philadelphia 98
- Game 5 @ Milwaukee: Philadelphia 116, Milwaukee 99
- Game 6 @ Philadelphia: Milwaukee 109, Philadelphia 86
- Game 7 @ Milwaukee: Philadelphia 99, Milwaukee 98

### Finale de Conférence
(1) Celtics de Boston contre (3) Philadelphia 76ers

Les Celtics remportent la série 4-3
- Game 1 @ Boston: Philadelphia 105, Boston 104
- Game 2 @ Boston: Boston 118, Philadelphia 99
- Game 3 @ Philadelphia: Philadelphia 110, Boston 100
- Game 4 @ Philadelphia: Philadelphia 107, Boston 105
- Game 5 @ Boston: Boston 111, Philadelphia 109
- Game 6 @ Philadelphia: Philadelphia 98, Boston 100
- Game 7 @ Boston: Boston 91, Philadelphia 90

### Finales NBA
(O6) Houston Rockets contre (E1) Celtics de Boston

Les Celtics remportent la série 4-2
- Game 1 @ Boston: Boston 98, Houston 95
- Game 2 @ Boston: Houston 92, Boston 90
- Game 3 @ Houston: Boston 94, Houston 71
- Game 4 @ Houston: Houston 91, Boston 86
- Game 5 @ Boston: Boston 109, Houston 80
- Game 6 @ Houston: Boston 102, Houston 91

## Leaders de la saison régulière
| Catégorie                  | Joueur         | Équipe             | Statistique |
| -------------------------- | -------------- | ------------------ | ----------- |
| Points par match           | Adrian Dantley | Utah Jazz          | 30.7        |
| Rebonds par match          | Moses Malone   | Houston Rockets    | 14.8        |
| Passes décisives par match | Kevin Porter   | Washington Bullets | 9.1         |
| Interceptions par match    | Magic Johnson  | Los Angeles Lakers | 3.4         |
| Contres par match          | George Johnson | San Antonio Spurs  | 3.4         |
| % aux tirs                 | Artis Gilmore  | Chicago Bulls      | 67.0        |
| % aux lancers-francs       | Calvin Murphy  | Houston Rockets    | 95.8        |
| % à 3-points               | Brian Taylor   | San Diego Clippers | 38.3        |

## Récompenses individuelles
- Most Valuable Player : Julius Erving, Philadelphia 76ers
- Rookie of the Year : Darrell Griffith, Utah Jazz
- Coach of the Year : Jack McKinney, Indiana Pacers
- Executive of the Year : Jerry Colangelo, Phoenix Suns
- J.Walter Kennedy Sportsmanship Award : Mike Glenn, Knicks de New York

- All-NBA First Team :
  - Larry Bird, Celtics de Boston
  - George Gervin, San Antonio Spurs
  - Julius Erving, Philadelphia 76ers
  - Dennis Johnson, Phoenix Suns
  - Kareem Abdul-Jabbar, Los Angeles Lakers

- All-NBA Second Team :
  - Marques Johnson, Milwaukee Bucks
  - Adrian Dantley, Utah Jazz
  - Moses Malone, Houston Rockets
  - Otis Birdsong, Kansas City Kings
  - Nate Archibald, Celtics de Boston

- NBA All-Rookie Team :
  - Kelvin Ransey, Portland TrailBlazers
  - Darrell Griffith, Utah Jazz
  - Larry Smith, Golden State Warriors
  - Kevin McHale, Celtics de Boston
  - Joe Barry Carroll, Golden State Warriors

- NBA All-Defensive First Team :
  - Bobby Jones, Philadelphia 76ers
  - Dennis Johnson, Phoenix Suns
  - Caldwell Jones, Philadelphia 76ers
  - Micheal Ray Richardson, Knicks de New York
  - Kareem Abdul-Jabbar, Los Angeles Lakers

- NBA All-Defensive Second Team :
  - Dan Roundfield, Hawks d'Atlanta
  - Kermit Washington, Portland Trail Blazers
  - George Johnson, San Antonio Spurs
  - Quinn Buckner, Milwaukee Bucks
  - Dudley Bradley, Indiana Pacers (ex aequo)
  - Michael Cooper, Los Angeles Lakers (ex aequo)

- MVP des Finales : Cedric Maxwell, Celtics de Boston